# Si los muertos no resucitan
Si los muertos no resucitan es una novela del autor escocés Philip Kerr, sexta de una saga protagonizada por el detective privado Bernhard "Bernie" Gunther. Inicialmente se trató de una trilogía conocida como Berlin Noir publicada en los años 1989, 1990 y 1991, pero en 2006 el autor retomó la serie con nuevas novelas. En este caso la novela está dividida en dos partes: la primera ambientada en Berlín 1934 y la segunda en La Habana 1954. Además fue galardonada con el III Premio RBA de Novela Policiaca.

## Argumento
Berlín 1934. Tras dejar la Kripo por las purgas llevadas a cabo por los nazis, Bernie Gunther trabaja como detective en el hotel Adlon de Berlín. Noreen Charalambides, una huésped judía y estadounidense del hotel que es periodista, lo contrata para que le ayude en la elaboración de un artículo sobre el antisemitismo nazi con la finalidad de conseguir que los Estados Unidos boicoteen los Juegos Olímpicos que se van a celebrar en Berlín. Gunther y Noreen, que acaban enamorándose, descubren durante su investigación una trama de corrupción entre altos cargos nazis y gánsteres estadounideneses relativa a las concesiones de las obras olímpicas, lo que los hace víctimas de un chantaje por el que se verán obligados a separarse sin que el artículo pueda ser finalizado.
La Habana 1954. Bernie Gunther, con su nueva identidad de Carlos Hausner, vive holgadamente en la Cuba del dictador Batista mientras prepara su regreso a Alemania. Es entonces cuando se reencuentra con Noreen Charalambides que se ha convertido en una escritora de éxito, partidaria del revolucionario Fidel Castro, y que vive temporalmente en la isla como invitada del también escritor Ernest Hemingway. Pero este reencuentro con Noreen lo será también con otra parte peligrosa de su pasado: los mismos gánsteres estadounidenses y sus intereses turísticos en la isla. Además, el pasado nazi que Gunther creía haber dejado atrás también resurgirá con fuerza marcando su futuro inmediato y trastocando su deseo de regresar a Alemania.